# Ґренвіль Шарп
Ґренвіль Шарп (англ. Granville Sharp; 10 листопада 1735, Дарем — 6 липня 1813) — британський громадський діяч, філантроп, библеїст, філолог, один із засновників аболіціоністського руху.
У 1758 році, отримавши за час учнівства великі пізнання в області івриту та грецької, влаштувався на роботу клерком в один з підрозділів лондонського Тауера. Ця робота давала йому велику кількість вільного часу для занять наукою, і до 1779 року він написав кілька робіт з біблеїстики.
Найбільш відомий, однак, за активну діяльність в області пропаганди скасування рабства чорношкірих. У 1767 році він виявився залучений в тяжбу з власником раба на ім'я Джонатан Стронг, за підсумками якої було вирішено, що раб залишається законним рухомим майном свого власника навіть на англійській землі. Шарп вирішив боротися з цим рішенням як за допомогою статей, так і промов в судах, що діють за нормами загального права; в результаті в справі Джеймса Соммерсетта було вирішено, що раб стає вільним, коли він ступає на англійську землю.